# Holofiletisme
Holofilètic és un terme proposat per a substituir de forma semànticament correcta del terme monofilètic usat en la cladística (que difereix de l'ús que se'n fa en la sistemàtica evolutiva). La darrera definició científica considera qualsevol organisme amb un antecessor comú com a grup monofilètic.
Tot i que anant lluny en el temps es podria trobar un antecessor comú per a un organisme aquesta definició obliga a considerar com antecessor només el que comparteixi un tret derivat (sinapomorfia) la qual defineix el grup.
El terme holofilètic no ha guanyat una ampla acceptació dins la comunitat científica. probablement perquè el terme 'monofilètic' és àmpliament usat amb el mateix significat.